# 降低投票年齡運動

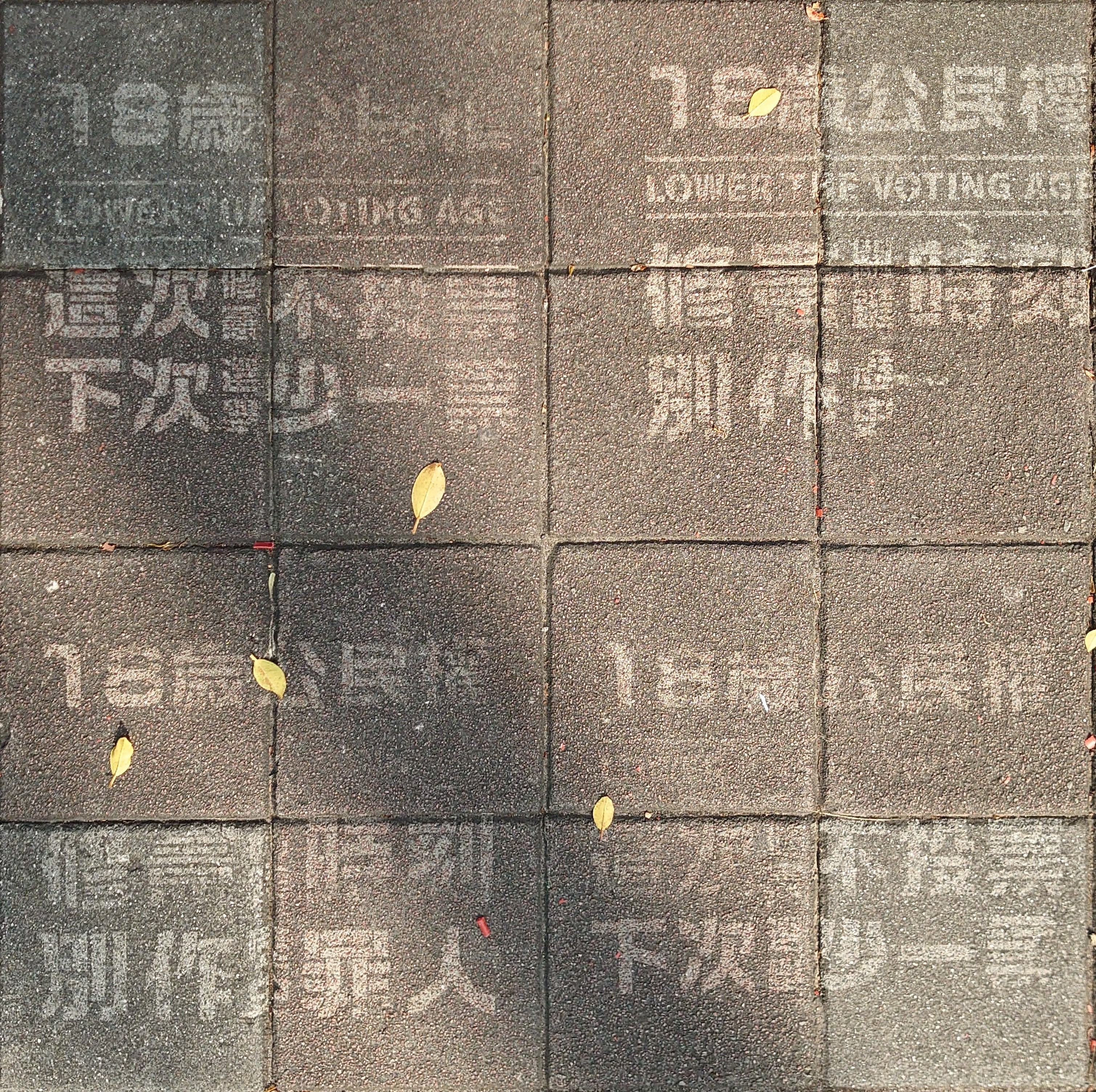
18歲公民權修憲案在立法院會通過前，青年團體以高壓水槍拓印運動訴求。

降低投票年齡運動又稱18歲公民權運動是指臺灣自1994年起至今，由各不同的政黨、公民團體、青年組織或個人，推動下修選舉權與公民投票20歲的投票年齡門檻的政治及社會運動，後衍伸包括：被選舉權年齡、集會遊行發起人年齡、人民團體發起人年齡等涉及公民權利的年齡門檻。因多數運動的主張皆為將年齡門檻從20歲下修至18歲，故又被稱為18歲公民權運動。
2022年3月25日，立法院會三讀通過18歲公民權修憲案，明定年滿18歲中華民國國民，依法有選舉、罷免、創制、複決、參加公投及被選舉權，全案公告半年後交由公民複決，然而該案未達通過門檻，這也是中華民國歷史首次交付公民複決的修憲案。

## 現行投票年齡規定
因中華民國憲法第一三○條規定「中華民國國民年滿二十歲者，有依法選舉之權，除本憲法及法律別有規定者外，年滿二十三歲者，有依法被選舉之權。」所以若想更改投票年齡，勢必需要修憲。2005年的第七次修憲，當時設立憲法增修條文第十二條，規定憲法的修改需要經過立法院立法委員四分之一的提議，四分之三的出席，以及出席委員四分之三的決議，才能提出憲法修正案，並且要公告半年以後，再經過中華民國自由地區選舉人投票複決，有效同意票過選舉人總額的半數即通過之。
高修憲門檻被認為是投票年齡無法調整的主因，台灣少年權益與福利促進聯盟與44個公民團體也曾經在立法院演出「民主跳高賽」行動劇，模擬投票門檻，台灣的代表選手因跨欄門檻高，加上有老人政治、年齡歧視等束縛，眼看別國選手輕鬆通過跨欄，但自己卻仍遲遲無法前進。

## 歷史

### 早年：政黨發起
- 國民大會：早在第三、四次修憲，民進黨、新黨就有意調降投票年齡，但未獲國民黨支持。[5]
  1. 第二屆國民大會第四次臨時會（1994年），共有2案相關修憲提案：
    1. 章偉義(中國國民黨臺北市第一選區)代表等七十四人，提出第六十號修憲提案，降低人民參與選舉、罷免、創制、複決之年齡為十八歲案。第六次會議，八十三年六月十四日上午九時十八分至十二時二十分，下午二時七分至六時十三分，於臺北市陽明山中山樓中華文化堂，共有二六一名委員出席，主席為楊肅元、歐晉仁，計有章偉義委員等七人次針對此修憲提案發言。審查完竣並提付表決，清查人數一O八人，表決結果：贊成者三十六人，未超過半數，不通過，報請大會決定。[6][7]
    2. 劉一德(民主進步黨臺北市第一選區)代表等六十三人，提出第九十四號修憲提案，茲提案修改憲法第一百三十條：「中華民國國民年滿二十歲者，有依法選舉之權...。」為「...國民年滿十八歲者，有依法選舉之權...。」其餘文字依照原條文案。第三次會議，八十三年六月八日上午九時九分至十二時十一分，下午二時二十分至六時六分，於臺北市陽明山中山樓中華文化堂，共有273名委員出席，主席為楊四海、江綺雯，計有周家齊委員等十三人次針對此修憲提案發言。審查完竣並提付表決，清查人數一四八人，表決結果：贊成者五十三人，未超過半數，不通過，報請大會決定。[6][8]

  2. 第三屆國民大會第二次會議（1997年），共有3案相關修憲提案[9]：
    1. 國大代表劉一德(民主進步黨臺北市第一選區)等八十二人，提出第十八號修憲提案，憲法第一百三十條，修改為：「......國民年滿十八歲者，有依法選舉之權......」案。
    2. 國大代表陳玉惠(民主進步黨臺中市第二選區)、陳秀惠(民進黨不分區)、蔡啟芳(民主進步黨嘉義市選區)等六十九人，提出第五十六號修憲提案，憲法增修條文增訂：「國民年滿十八歲者，有依法選舉之權，不受憲法第一百三十條規定之限制。」案
    3. 國大代表陳大鈞(民主進步黨臺中市第一選區)等六十七人，提出第一一二號修憲提案，修正憲法第一百三十條為，中華民國國民年滿十八歲者，有依法選舉之權。除本憲法及法律別有規定者外，年滿二十一歲者有依法被選舉之權。
    4. 依本屆國民大會修憲審查委員會組織章程第二條之規定，由第五審查小組（其他不屬於各審查小組之提案），本次依憲法章節及性質，分為「總綱」、「選舉」、「創制、複決」、「憲法之施行及修改」、「制憲、唯一死刑」、「公民投票」、「政黨」、「兩案關係」等不同類別，分別審查。各政黨參加委員共計九十五人，分別有國民黨四十八人、民進黨三十二人、新黨十五人、其中與選舉相關提案在八十六年五月二十七日下午，於臺北市陽明山中山樓西廂會議室併案審查，主席為顏明勝，共有委員十人次發言。六月四日第七次審查會委員會議，下午表決併案審查提案，一讀未獲通過。[10]

### 2005年：民間團體發起
2005年，台灣少年權益與福利促進聯盟（簡稱：台少盟）開始研議推動下修投票年齡運動。 2006年3月29日青年節，台少盟與21世紀憲改聯盟、人本教育基金會、勵馨基金會、永續台灣文教基金會、願景青年行動協會網協會等團體及多位青少年代表，以「十八歲要繳稅、服兵役、負刑事責任，為什麼不能投票？」為名共同召開記者會，宣布將發起降低投票年齡活動，呼籲公民社會「支持18歲投票權，投年輕人一張信任票」。
台灣少年權益與福利促進聯盟秘書長葉大華表示，降低投票年齡-民團促生18歲投票權 台灣青少年一直被視為必須負擔公民責任，卻無公民權利的不平等地位，滿18歲的青少年要承擔大部分成年人應盡的繳稅、服兵役、負刑事責任等義務，在公共政策上卻沒有發聲管道，是權利義務不對等的不合理現象。 根據內政部資料指出，目前全世界公民權年齡限制，包括美國、英國、法國等162個國家投票年齡皆為18歲，只有日本（後於2015年下修為18歲）、韓國（後於2007年下修為19歲）與台灣將投票年齡門檻限制設為20歲，顯示以18歲為公民權年齡已為全球趨勢。台少盟為持續推動青少年關心及參與該議題，並於2004年4至6月，在台北、台中、嘉義、台南、花蓮等地，對降低投票與集會結社年齡議題，運用公民對話圈形式，舉辦16場次的「公民教育四堂課」培力活動，搜集在地青少年的意見，凝聚青少年的力量，發展出在地社區參與行動。

### 2022年：首次公民複決修憲案
2022年3月25日，立法院三讀通過18歲公民權修憲案，明定年滿18歲中華民國國民，依法有選舉、罷免、創制、複決、參加公投及被選舉權，全案公告半年後將交由公民複決，這也是中華民國歷史首次交付公民複決的修憲案。
2022年4月15日中選會舉行委員會議，會中討論通過111年憲法修正案之複決案投票日期，訂於2022年11月26日，與地方公職人員選舉同日舉行投票。
本案經公民複決投票結果，同意票564萬7,102票、不同意票501萬6,427票，同意票雖大於不同意票，惟未達投票權人之半數（961萬9,696票），結果為不通過，投票年齡仍維持為20歲、參選年齡仍維持為23歲。